# Félix Bodin
 (juin 2014).
Pour les articles homonymes, voir Bodin.
Félix Bodin est un essayiste, journaliste, romancier, historien et homme politique français, né à Saumur le 29 décembre 1795 et mort à Paris le 8 mai 1837.
Il publie en 1834 un important roman précurseur de la science-fiction, Le Roman de l'avenir et a proposé une première définition de la littérature futuriste.

## Biographie
Fils de Jean-François Bodin (1766-1829), historien, homme politique et ancien conventionnel, Félix Bodin montra de bonne heure des dispositions artistiques que contraria une santé chancelante. Après avoir tenté des spéculations industrielles qui ne réussirent pas, il publia des études historiques, sur les assemblées représentatives notamment, et deux complaintes, l'une sur Le Droit d'aînesse, l'autre sur La Loi d'amour, qui lui valurent une certaine notoriété et lui ouvrirent les colonnes des principaux journaux et revues du temps. Il collabora au Constitutionnel, au Miroir, au Mercure, au Globe, à la Revue encyclopédique, etc. Il fonda la collection des Résumés historiques, dont il dressa le plan et dont il donna les volumes sur l'histoire de France (1821) et sur celle de l'Angleterre (1823).

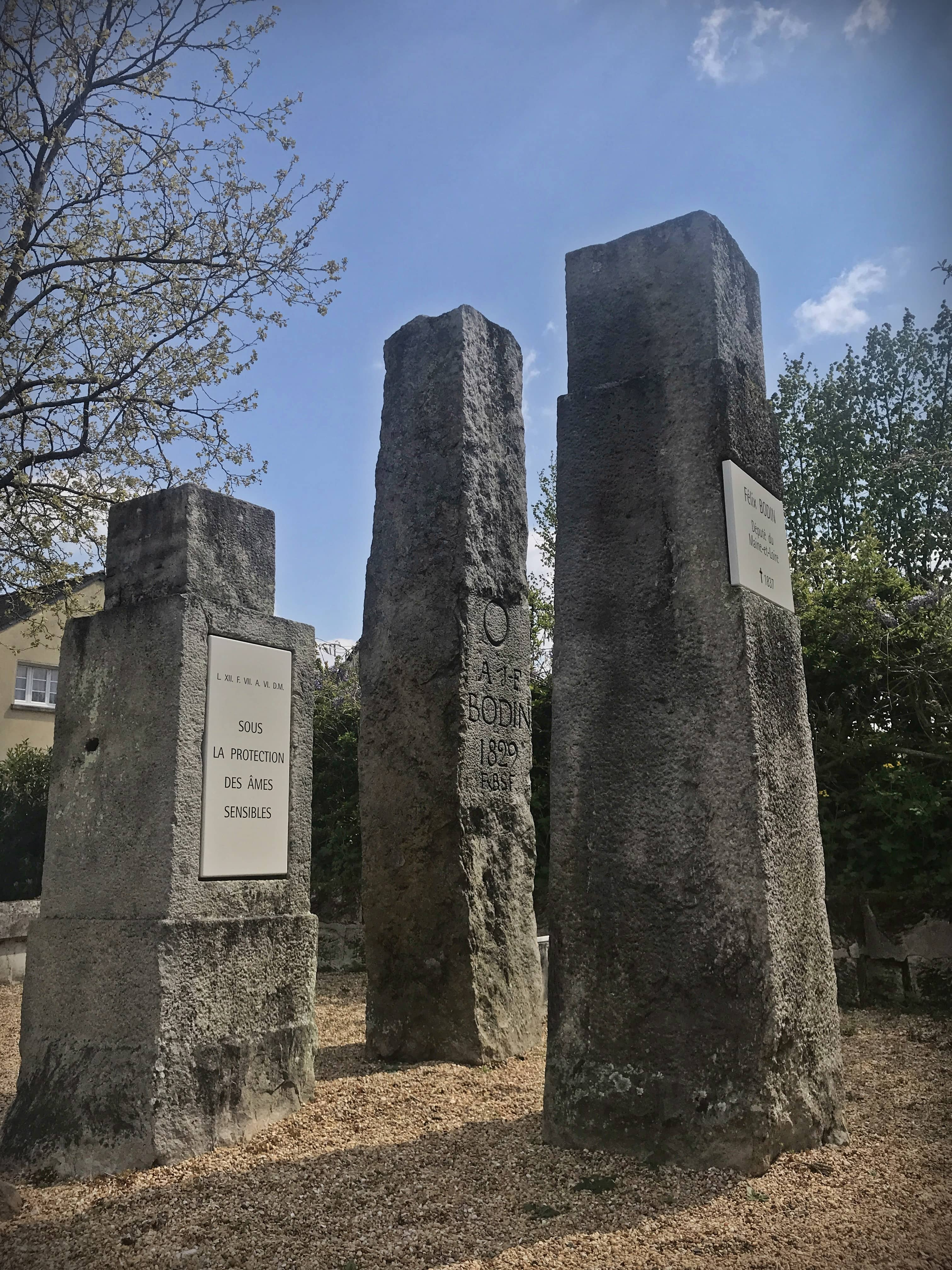
L'enclos funéraire de la famille Bodin où repose Félix Bodin avec son père Jean-François Bodin, à Bagneux, Saumur.

Ayant donné une édition de l’Histoire de France d'Anquetil (Paris, 1820, 15 vol. in-18), il se lia avec Adolphe Thiers, qui lui communiqua le manuscrit de son Histoire de la Révolution française. Bodin l'emmena chez son éditeur, qui refusa d'abord d'imprimer, sans garantie, un ouvrage aussi considérable : « Si c'était de vous, M. Bodin, je ne dirais pas non, mais qui connaît M. Thiers ? » Thiers pria alors son ami de le couvrir de sa célébrité : c'est pourquoi les deux premiers volumes parurent en 1823 sous les noms de Félix Bodin et Adolphe Thiers.
Bodin s'occupa activement de propager l'enseignement mutuel et de vulgariser les caisses d'épargne, les monts-de-piété et les salles d'asile. Il en fonda une, à ses frais, dans sa maison de Chaillot.
Ses relations avec les hommes politiques de l'époque l'engagèrent à se présenter à la députation. Il échoua une première fois, le 28 octobre 1830, dans l'arrondissement de Saumur (196 voix contre 292 à M. Robineau et 570 à M. Larevellière) : s'étant troublé devant les électeurs, il n'avait su que balbutier quelques mots et était rentré chez lui malade en s'inquiétant « Que va dire M. Thiers ? ».
Aux élections générales du 5 juillet 1831, il fut élu député par le sixième collège électoral du Maine-et-Loire (Doué-la-Fontaine) (92 voix  sur 146 votants et 205 inscrits contre 50 à M. de Marcombe). Il soutint le ministère et monta plusieurs fois à la tribune sur des questions de détail. Son mandat lui fut renouvelé le 21 juin 1834, dans le même collège (97 voix sur 135 votants et 202 inscrits contre 33 à M. de Contades). Il mourut pendant la session le 8 mai 1837.

## Œuvres
- Économie et réformes dès cette année, ou le cri général sur les dépenses publiques, par un contribuable sans appointements, 1819
- De la France et du mouvement européen, 1821
- Résumé de l'histoire de France, jusqu'à nos jours, Paris, 1821, in-18
- Paris en 5839 (Songe), 1822. Texte anonyme, attribué à Félix Bodin[1].
- Résumé de l'histoire d'Angleterre, Paris, 1823, in-18
- Études historiques et politiques sur les assemblées représentatives, 1823
- Défense des résumés historiques, 1824
- Diatribe contre l'art oratoire, suivie de mélanges philosophiques et littéraires, 1824
- Le Père et la fille, avec Philarète Chasles, 1824
- Complainte sur la mort de haut et puissant seigneur le Droit d'aînesse, déconfit au Luxembourg, faubourg Saint-Germain, et enterré dans toute la France en l'an de grâce 1826, 1826
- Jubilé des Grecs et jubilé de la civilisation, nouvel appel en faveur des Grecs, 1826
- La malle-poste, ou Les deux oppositions, 1827
- La Bataille électorale, poème politi-comique, 1828
- Le Premier Auguste fait par les soldats, 1831
- Introduction à l'histoire universelle (collection des résumés), 1832
- Le Roman de l'avenir, 1834
- Avant-propos à L'Histoire de France abrégée pour l'enseignement des deux sexes par Pauline Roland 1835 [2]

### Sources
- Marie-Nicolas Bouillet  et Alexis Chassang (dir.), « Félix Bodin » dans Dictionnaire universel d’histoire et de géographie, 1878 (lire sur Wikisource)
- « Félix Bodin », dans Adolphe Robert et Gaston Cougny, Dictionnaire des parlementaires français, Edgar Bourloton, 1889-1891 [détail de l’édition]
- « Félix Bodin », Gustave Vapereau, Dictionnaire universel des littératures, vol. 2, Paris, Hachette, 1876 [détail des éditions] (lire sur Wikisource)